# سام فولر
سام فولر (بالإنجليزية: Sam Fowler)‏ هو لاعب كرة قدم أمريكي، ولد في 4 أغسطس 2000 ،في إساكوه في الولايات المتحدة. لعب مع سياتل ساوندرز.